# Phytoliriomyza oreophila
Phytoliriomyza oreophila este o specie de muște din genul Phytoliriomyza, familia Agromyzidae, descrisă de Singh și Ipe în anul 1973. Conform Catalogue of Life specia Phytoliriomyza oreophila nu are subspecii cunoscute.